# Bielińscy
Zasugerowano, aby ten artykuł podzielić na różne artykuły.
Bieliński – nazwisko kilku polskich rodów szlacheckich, których przedstawiciele byli czasem również zapisywani/pisali się jako Bilińscy.

herb Ciołek

## Bielińscy herbu Ciołek
Bielińscy herbu Ciołek – polski ród szlachecki, którego przedstawiciele w drugiej połowie XV wieku byli właścicielami Bielan i Oran (Oranne) w Powiecie Radomskim.

herb Habdank

## Bielińscy herbu Habdank
Bielińscy herbu Habdank – polski ród szlachecki, który według Bonieckiego wziął swoje nazwisko od Biliny w Powiecie Poznańskim. Jego przedstawiciele byli znani głównie w Wielkopolsce, przy czym często pisali się jako Bilińscy.

herb Junosza (odm.)

## Bielińscy herbu Junosza
Bielińscy herbu Junosza – polski ród szlachecki, który według Bonieckiego wziął swoje nazwisko od Bieliny w Powiecie Ciechanowskim, znany już z XV-wiecznych dokumentów, bardzo mocno rozrodzony.
Jedna z gałęzi Bielińskich herbu Junosza zgromadziła pokaźny majątek, awansując do rangi magnatów. W 1798 r. otrzymała również pruski tytuł hrabiowski od króla Fryderyka Wilhelma III.

### Członkowie rodu
- Adam Bieliński (Biliński) – kasztelan zakroczymski
- Edward Tadeusz Bieliński (1795–1864) – polski inżynier, oficer inżynierii Królestwa Polskiego, jeden z budowniczych kanału Augustowskiego
- Franciszek Bieliński – marszałek wielki koronny
- Franciszek Jan Bieliński – wojewoda malborski, marszałek sejmu konwokacyjnego w 1674
- Franciszek Onufry Bieliński – pisarz wielki koronny
- Kazimierz Ludwik Bieliński – marszałek wielki koronny
- Michał Bieliński – wojewoda chełmiński
- Stanisław Kostka Bieliński – marszałek sejmu grodzieńskiego w 1793 r.

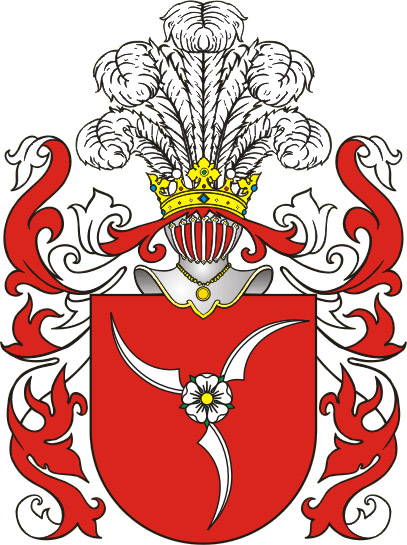
herb Rola

## Bielińscy herbu Rola
Bielińscy herbu Rola – polski ród szlachecki, który wziął swoje nazwisko od Bielina vel Bilina w Województwie Brzesko-Kujawskim. Jego przedstawiciele pisali się również jako Bilińscy. Dwóch z nich – Hieronim i Mikołaj dopuściło do swojego herbu rodowego trzech braci Rudzkich (Jana, Mateusza i Stanisława) na sejmie 1592 r. za zasługi w walkach z Tatarami na Podolu.

herb Szeliga (odm.)

## Bielińscy herbu Szeliga
Bielińscy herbu Szeliga – polski ród szlachecki, który według Bonieckiego wziął swoje nazwisko od Bielin w Województwie Rawskim.
Jedna z gałęzi Bielińskich herbu Szeliga otrzymała w 1825 r. rosyjski tytuł hrabiowski od cara Aleksandra I.

### Członkowie rodu
- Aleksander Bieliński – podstoli poznański (1726), kasztelan lądzki (1734), właściciel Kębłowa, zm. w 1735 r.; ojciec Adama, dziad Piotra
- Aleksander Bieliński – polski prawnik, sybirak, Prezes Dyrekcji Szczegółowej Towarzystwa Kredytowego Ziemskiego
- Józef Bieliński – polski lekarz, historyk medycyny
- Julian Bieliński – generał brygady
- Piotr Bieliński – Prezes Sądu Sejmowego w 1827 r.

herb Trzaska

## Bielińscy herbu Trzaska
Bielińscy herbu Trzaska – polski ród szlachecki, z którego pochodziła Zofia Bielińska zamężna za Bogusławskim – babka Kaspra Trzemeskiego, biskupa sufragana gnieźnieńskiego.

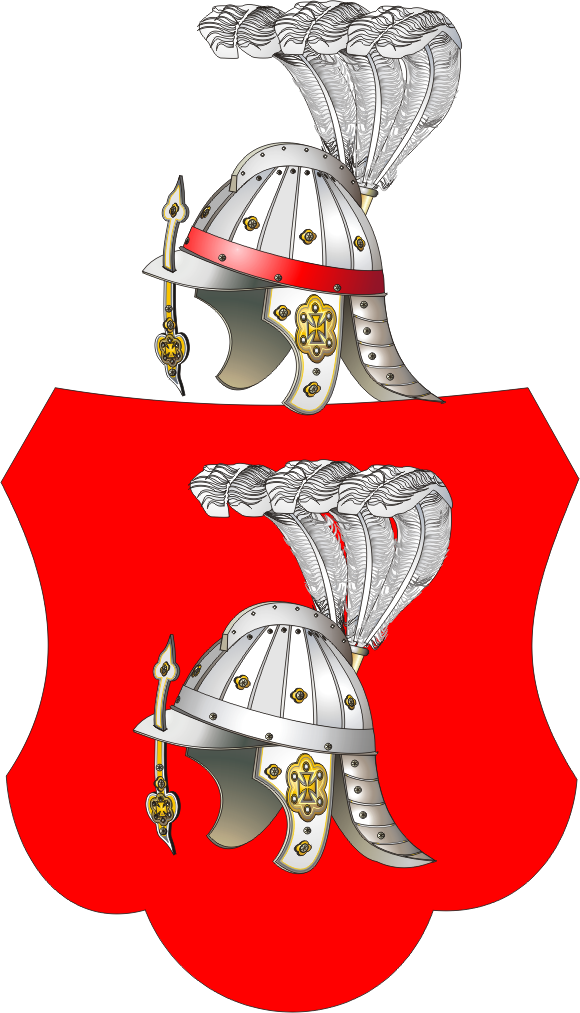
herb własny Bielińskich vel Bieleńskich

## Bielińscy herbu własnego
Bielińscy herbu własnego – polski ród szlachecki, którego właściwie znany jest tylko jeden jedyny przedstawiciel – Gabriel (Hawryło) Bieliński vel Bieleński – Rusin obdarzony szlachectwem w 1557 r. Jego herb przedstawiał w polu czerwonym hełm stalowy otwarty z grzebieniem i z piórami białymi, zaś w klejnocie – takiż hełm, lecz z przepaską czerwoną.